# سفارة النيجر في الولايات المتحدة
سفارة النيجر في الولايات المتحدة هي أرفع تمثيل دبلوماسي لدولة النيجر لدى الولايات المتحدة. تقع السفارة في شمال غربي واشنطن العاصمة وهي تهدف لتعزيز المصالح النيجرية في الولايات المتحدة.

## وصلات خارجية
- قائمة سفارات النيجر
- قائمة السفارات في الولايات المتحدة